# Капелькин, Евгений Антонович
Евгений Антонович Капелькин (1924—1985) — советский театральный режиссёр, участник Великой Отечественной войны, заслуженный работник культуры РСФСР (1966).

## Биография
Евгений Антонович Капелькин родился 23 февраля 1924 года в деревне Давыдово (ныне — Дорогобужский район Смоленской области).
7 января 1942 года Капелькин был призван на службу в Рабоче-Крестьянскую Красную Армию Дорогобужским районным военным комиссариатом Смоленской области. С июля того же года — на фронтах Великой Отечественной войны. Воевал на Западном, 3-м Белорусском и 1-м Прибалтийском фронтах. Участвовал в боях подо Ржевом. 20 августа 1942 года был ранен в левую руку и левую ногу в районе населённого пункта Волосово. Второе, на сей раз тяжёлое, ранение в левую руку с раздроблением кости получил 14 декабря 1943 года в районе населённого пункта Осиновка.
С июля 1943 года Капелькин был направлен стрелком во 2-ю армейскую трофейную роту 11-й гвардейской армии. Занимался выявлением и сбором трофейного имущества и вооружения на освобождаемых Красной Армией территориях, неизменно демонстрируя образцы в работе. Активно занимался общественной работой, будучи агитатором, редактором «Боевого листка». К концу войны служил писарем в 3-й роте 146-го отдельного армейского рабочего батальона 11-й гвардейской армии.
После окончания войны Капелькин был демобилизован. Проживал в городе Вязьме Смоленской области, с 1952 по 1969 годы был режиссёром народного театра, функционировавшего при клубе железнодорожной станции «Вязьма» Западной (впоследствии Московской) железной дороги. Осуществил целый ряд постановок среди которых: «Голос Америки» (1952), «Побег из ночи» (1959), «Иркутская история» (1960). Указом Президиума Верховного Совета РСФСР от 12 декабря 1966 года Евгений Антонович Капелькин был удостоен звания заслуженного работника культуры РСФСР.
В 1969 году переехал в город Новочеркасск Ростовской области. На протяжении ряда лет заведовал постановочной частью Донского казачьего драматического театра имени В. Ф. Комиссаржевской.
Умер 8 апреля 1985 года, похоронен на городском кладбище города Новочеркасска Ростовской области.

## Награды
- Медаль «За отвагу» (10 апреля 1945 года);
- Медаль «За боевые заслуги» (30 декабря 1944 года);
- Медаль «За победу над Германией в Великой Отечественной войне 1941—1945 гг.»;
- Юбилейные медали;
- Заслуженный работник культуры РСФСР (12 декабря 1966 года).